# Манякин, Евгений Алексеевич
Евгений Алексеевич Манякин — советский хозяйственный, государственный и политический деятель.

## Биография
Родился в 1937 году в Москве. Член КПСС.
Окончил Московский электротехнический институт связи.
До 1975 — инженер и партийный организатор Научно-исследовательского института радио.
В 1975—1976 — второй секретарь Калининского районного комитета КПСС города Москвы.
В 1976—1979 — первый секретарь Калининского районного комитета КПСС города Москвы.
В 1979—1980 — заведующий отделом организационно-партийной работы Московского городского комитета КПСС.
В 1980—1983 — начальник Главного планово-финансового управления Министерства связи СССР.
В 1983—1991 — заместитель министра связи СССР.
В 1991—2003 — генеральный директор Исполкома Регионального Содружества в области связи.
В 2003—2007 — советник Председателя Совета РСС, помощник генерального директора ФГУП «Почта России».
Умер в 2015 году в Москве.

## Награды
- Орден Трудового Красного Знамени
- Орден Дружбы народов